# Bergwelten
Bergwelten (Untertitel: "Die Schönheit der Natur entdecken") ist ein deutschsprachiges, multimediales Magazin, das die Zielgruppe der Berg- und Bergsportinteressierten bedient. Das Format wird von Red Bull Media House Publishing herausgegeben und ist über verschiedene Medienkanäle erlebbar – als Zeitschrift, im TV und online.

## Inhalte
Thematisch deckt Bergwelten den Bereich Bergregionen und ihre Menschen, Natur, Kultur und Kulinarik, Bergsport in allen Facetten, Ausrüstung und Mode, Reise und Lebensstil ab.
Das Berg- und Outdoorportal bergwelten.com bietet Wanderern knapp 10.500 Touren und mehr als 1.600 Hütten aus dem Alpenraum sowie 3D-Wanderkarten. Mit über 315.000 "Fans" auf Facebook und mehr als 229.000 Instagram-Followern bildet Bergwelten die größte Wander- und Berg-Social-Community im deutschsprachigen Raum.